# Polysyncraton tokiokai
Polysyncraton tokiokai är en sjöpungsart som beskrevs av Romanov 1989. Polysyncraton tokiokai ingår i släktet Polysyncraton och familjen Didemnidae. Inga underarter finns listade i Catalogue of Life.